# Wu (région)

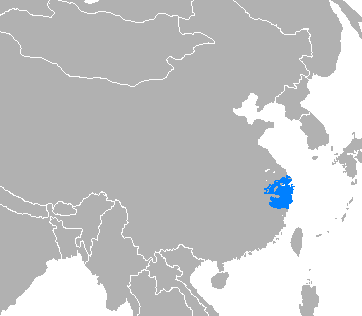
Région parlant le wu

Pour les articles homonymes, voir Wu.
 (juillet 2019).
Si vous disposez d'ouvrages ou d'articles de référence ou si vous connaissez des sites web de qualité traitant du thème abordé ici, merci de compléter l'article en donnant les références utiles à sa vérifiabilité et en les liant à la section « Notes et références ».
Wu (chinois simplifié : 吴 ; chinois traditionnel : 吳) fait référence à une région de la Chine dont la zone principale se situe autour du lac Tai dans le Jiangnan (au sud du fleuve Yangtsé). La région de Wu faisait historiquement partie de l'ancienne province du Yang (en), dans le sud-est de la Chine. Le nom « Wu » vient des noms de plusieurs royaumes historiques basés dans cette région.

## Histoire
Avant la sinisation, la région était habitée par des peuples connus comme les peuples Wu, Yue et Ouyue. 
Le premier État de Wu a été créé à la fin de la dynastie Zhou de l'Ouest. Autrefois considéré comme un État vassal de cette dynastie, l'État de Wu est devenu une puissance majeure parmi les divers États chinois à la fin de la période des Printemps et Automnes. 
Le royaume le plus influent parmi les royaumes historiques du Wu était celui du Wu oriental, qui existait pendant la période des Trois Royaumes . 
Sous la dynastie Han, la région de Wu était principalement sous la juridiction de la commanderie Wu (en), qui était une commanderie de la grande province du Yang (en). La commanderie Wu a ensuite été convertie en préfecture de Wu. Dans les dynasties Sui et Tang, les noms changèrent plusieurs fois entre Wu et Su et furent finalement nommés préfecture de Su (aujourd'hui Suzhou) en 758. 
Il y avait deux préfectures de Wu pendant la période des dynasties du Sud et du Nord. La préfecture de Wu des dynasties du Nord a été renommée préfecture de Yang (aujourd'hui Yangzhou) en 589 et, à peu près au même moment, la préfecture de Yang a été renommée préfecture de Jiang (actuelle Nankin). 

## Villes notables

### Meili
L'État de Wu a été fondé par Taibo et Zhongyong, le premier et le deuxième fils de Gugong Danfu (en) qui deviendra à titre posthume le roi Tai de Zhou. Meili (梅里) était la capitale. Le voisinage est maintenant connu sous le nom de Wuxi . 

### Suzhou
Suzhou était la capitale de l'État de Wu pendant la période des Royaumes combattants. Suzhou s'appelait aussi Wuzhou. 
La langue wu et ses dialectes sont parlés dans la région Wu. La ville de Suzhou est située au cœur de la région de Wu et le dialecte parlé à Suzhou est généralement considéré comme le dialecte le plus typique de la langue wu.

### Nankin
La capitale de l'État oriental de Wu, à l'époque des Trois Royaumes, était Nankin, dont les noms incluent Jinling, Jianye et Jiankang . 
Sous la dynastie Jin orientale, Nankin devint la capitale de la Chine. Pour la première fois, la capitale de l'empire chinois s'installa dans le sud de la Chine. L'ancienne prononciation standard de Chungyuan (中原 雅 音) a évolué pour devenir la prononciation  standard de Jinling (金陵雅音) en chinois standard. Le go-on (呉 音), l'une des sources de la prononciation japonaise des caractères chinois (les autres étant kan-on, tō-on et kan'yō-on ), était la prononciation standard de Jinling, le chinois standard à l'époque qui s'est étendu au Japon au cours des dynasties du Sud. Le composant go- du nom go-on est apparenté au mot chinois Wu (Wu est la prononciation du glyphe 吳 en mandarin. Cependant, dans la langue wu actuelle, 呉 se prononce généralement comme Ho, Oh, Ng ou Nguu). 

## Voir également
- Culture wu (en)
- Wu (langue)
- Peuples parlant le wu (en)